# Zelení
Zelení, deutsch Die Grünen, war eine kleine Parteigruppierung aus dem linksgrünen Spektrum in Tschechien (neben Strana zelených und Demokratická strana zelených). Die Registrierung erfolgte am 23. Januar 2006. Abgekürzt wurde die Partei mit „Z“ bzw. „ph Z“ (für politické hnutí Zelení – politische Bewegung Zelení).
Die Partei entstand im Herbst 2005 nach Flügelkämpfen in der Strana zelených, nachdem einige Mitglieder der neuen Führung unter Martin Bursík vorwarfen, die grünen Parteiprinzipien der Partei verlassen zu haben. Kleine Teile der Partei unter der Führung des bekannten Publizisten und grünen Aktivisten Jakub Patočka verließen die Partei und gründeten eine neue, Zelení.
Zelení berief sich auf das alte Programm der Partei der Grünen, das 2003 unter dem Namen Vize ekologické demokracie (Vision der ökologischen Demokratie) durch die Fraktion von Patočka durchgesetzt und verabschiedet wurde. Die Mitglieder der Zelení sahen keine Möglichkeit, dieses Programm in der alten Partei zu verwirklichen. Die Abkehr von den Prinzipien des Programms manifestierte sich in ihren Augen auch später durch das Eingehen einer Regierungskoalition zwischen der Partei der Grünen und der konservativen Partei ODS 2007. Das Programm der neuen Partei Zelení, veröffentlicht 2006, entsprach weitgehend dem alten Dokument von 2003. Zelení waren proeuropäisch orientiert und beriefen sich auf das Programm der grünen Fraktion Die Grünen/Europäische Freie Allianz im Europaparlament.
Im Jahr 2016 wurde die Tätigkeit der Partei aus formalen Gründen gerichtlich unterbrochen und im Januar 2017 stimmte die Partei selber zu und löste sich auf.

## Grüne Parteien in  Tschechien
- Zelení
- Strana zelených
- Demokratická strana zelených